# Cooperativa Obrera Tarraconense
Cooperativa Obrera Tarraconense és una cooperativa fundada el 1904 com a cooperativa de consum per a les classes populars. La consolidació de l'entitat va venir a partir de l'obertura de la botiga, el cafè i el forn, l'any següent i en el nou local. Ja des de començament, en concordança amb els principis del moviment cooperativista, la Cooperativa va desenvolupar una important tasca de foment de l'educació, la cultura i el lleure.
Als anys vint i trenta mantenia una biblioteca i acollia en els seus locals altres entitats com els Cors de Clavé, la Joventut Excursionista, els castellers de la Colla Nova, la Societat de Caçadors L'Estornell o el Centre Cultural de Tarragona, a més d'haver instaurat uns Jocs Forals i organitzat nombrosos cicles de conferències. La Cooperativa havia acollit, també, reunions del CADCI, de la Societat de Ferroviaris, del Centre Federal i de la Joventut d'Acció Republicana.
A diferència d'altres cooperatives, la Cooperativa Obrera no va ser confiscada el 1939, però patí les conseqüències de la nova situació. En la dècada dels cinquanta es va clausurar el cafè, es va amortitzar el forn i la botiga i l'entitat com a tal va entrar en un estat de letargia.
A partir de l'any 1994, l'antic magatzem de la botiga es rehabilita com a espai versàtil per a espectacles de teatre, cançó i dansa. S'hi ha organitzat gran quantitat d'actuacions i esperen que el centenari sigui l'oportunitat per a consolidar definitivament la sala. El 2004 va rebre la Creu de Sant Jordi.
El seu edifici històric d'estil modernista destaca per l'ús de pedra natural i ceràmica vidriada a la façana.